# Ludwig Stefan Schwarz
Ludwig Stefan Schwarz (* 22. August 1925 in Dolaț, deutsch Dolatz, Königreich Rumänien; † 3. Juli 1981 in Bukarest, Sozialistische Republik Rumänien) war ein rumänischer Journalist und deutschsprachiger Mundartautor.

## Leben
Ludwig Schwarz entstammte der Volksgruppe der Banater Schwaben. Sein Vater Emmerich (1899–1928) war Bankbeamter und Rechtsanwalt in Timișoara (deutsch Temeswar), seine Mutter Franziska (geb. Hess, 1898–1968) war Buchhalterin und Lehrerin in Dolaț und Timișoara.
Schwarz besuchte Schulen in Făget (deutsch Fatschet), Timișoara und Berlin. Ab 1942 erhielt er in Berlin-Charlottenburg eine Ausbildung zum Baufachmann. Im Zweiten Weltkrieg war er an der Westfront bei Cherbourg und an der Ostfront in der Ukraine und im Raum Budapest stationiert, worauf er in sowjetische Kriegsgefangenschaft geriet. Er wurde im Herbst 1945 aufgrund seiner Arbeitsunfähigkeit entlassen und kehrte nach Rumänien zurück, wo er sich in Peciu Nou (deutsch Neupetsch) bei Timișoara niederließ. Hier schlug er sich mir Gelegenheitsarbeiten durch, so auch als Dorfmusikant und Gemeindeschreiber 1947 heiratete er in Dolaț seine Frau Eva, geborene Peters (* 1929). Im Frühsommer 1951 wurde er mit vielen anderen Bewohnern der Region Banat in die Bărăgan-Steppe deportiert. 1956 konnte er wieder nach Peciu Nou zurückkehren und war dort bis 1963 erst als Bauarbeiter, dann als Baumeister und Baustellenleiter tätig. Die Bekanntschaft mit dem Volkstumspolitiker Nikolaus Berwanger (1935–1989) ermöglichte ihm einen Berufswechsel; 1970 wurde Schwarz Redakteur der Wochenschrift Karpatenrundschau in Brașov (deutsch Kronstadt), und von 1971 bis 1979 Redakteur bei der Neuen Banater Zeitung in Timișoara.
Schwarz begann 1945 Gedichte zu schreiben, die er nur teilweise veröffentlichen konnte. Seit 1956 beteiligte er sich an literarischen Preisausschreiben und verfasste Reportagen und Kurzgeschichten. Er debütierte 1958 mit dem Erzählband Das Schlüsselbrett und publizierte 1969 seine gesammelten Kurzgeschichten der 1960er Jahre in dem Band Man bringt nicht viel mit aus Cherbourg. Es folgten die Bücher Lache is steierfrei (1972) sowie Hier ist ein Weg (1978). Schwarz verfasste außerdem Mundartpossen wie Mer macht sich halt Sorche von 1968 und das banatschwäbische Lustspiel Die Husarenkammer, das am Deutschen Staatstheater Temeswar 46-mal aufgeführt wurde. Sein späteres Bauerndrama Matthias Thill brachte es auf 14 Aufführungen. Seine Stücke Mer macht sich halt Sorche (1968) und Buwe, was han mer heit? (1969) wurden von Laiengruppen inszeniert. 1979 gab Ludwig Schwarz seine Mundartanthologie Fechsung mit Gedichten von 23 Autorinnen und Autoren heraus.
1970 übertrug Ludwig Schwarz das Stück Der g’scheite Franzl Johann Széklers ins Banatschwäbische. Zusammen mit Nikolaus Berwanger und Hans Kehrer gründete Schwarz 1970 den sogenannten „Pipatsch-Kreis“ (die „Pipatsch“, Mundartbeilage der Neuen Banater Zeitung) und betätigte sich als Herausgeber eigener und fremder Mundartprosa und -lyrik. In seinen letzten Lebensjahren widmete er sich unter anderem seinem einzigen Roman in der schwowische Mundart des Banats, den auf vier Bände angelegten, aber nur in drei Bänden erschienenen De Kaule-Baschtl, A Lewesroman (Band 1 – 1977, Band 2 – 1978, Band 3 – 1981, posthum). Der letzte Teil liegt nur im Manuskript beziehungsweise als Dramenentwurf vor (Zeitichi Erdbeere).
Ludwig Schwarz’ banatschwäbischer Dichtername war Michl Gradaus. Andere von ihm benutzte Pseudononyme waren Uwe Peters und Hans Neufelder.
Der Gebrauch der Mundart gab ihm die Möglichkeit an der Zensur „vorbeizuschreiben“, da diese als im Ausdruck beschränkt und daher als nicht gefährlich angesehen wurde. In dieser Nische konnte er Tabuthemen wie die Deportation in die Bărăgan-Steppe in seinem mehrbändigen Roman „De Kaule-Baschtl“ thematisieren.
Ludwig Schwarz war 1978 Preisträger der Schriftstellervereinigung in Timișoara und Mitglied des Schriftstellerverbandes der Sozialistischen Republik Rumänien. Während einer Tagung des Schriftstellerverbandes in Bukarest erlag Ludwig Schwarz am 3. Juli 1981 überraschend seinem langjährigen Herzleiden. Er hinterließ seinen Sohn Helmut (* 1953, Steinmetz in Fürth) sowie seine Töchter Helga Leib (* 1950, Kinderkrankenschwester in Neustadt an der Aisch) und Herta (* 1957, Steuerfachgehilfin in Fürth). Sein Nachlass befindet sich im Institut für donauschwäbische Geschichte und Landeskunde, Tübingen.

## Werke
- Lache is steierfrei, Banater schwowischi Stickle, 1973
- Hier ist ein Weg, Kurze Prosa, 1978
- Septemberhochzeit, Kleinwalddorfer Geschichten, 1985
- Pipatsch-Buch, 1972 (zusammen mit Nikolaus Berwanger und Hans Kehrer)
- Der Sonne nach, Banater durchreisen, entdecken, erleben die Welt, 1974
- Schwowische Owed, Sticker, Stickle un allerderhand anres an eem Stick, 1974 (mit Nikolaus Berwanger)
- Schwarz, Ludwig  (1977) De Kaule-Baschtl: a Lewesroman, gschrieb vun ihm selwer, wie er uf die Welt kumm is, wie er gelebt, was er getun un geloßt hat, was em allerderhand passiert un wie im allgemeine oder iwerhaupt es Lewe schwer is.  Timișoara: Facla.
- Schwarz, Ludwig  (1978) De Kaule-Baschtl. Buch 2.  Timișoara: Facla.
- Schwarz, Ludwig  (1981) Es dritti Buch vum Kaule-Baschtl: a Lewesroman, gschrieb vun ihm selwer, wie er uf die Welt kumm is, wie er gelebt, was er getun un gelosst hat, was em allerderhand passiert, und wie im allgemeine oder iwerhaupt es Lewe schwer is.  Timișoara: Facla.
- Fechsung, lyrische Texte in banatschwäbischer Mundart, 1979

Übersetzungen
- Károly Oroszhegy: Pecsovszky – das blonde Wunder, 1978
- Zoltán Bözseményi: Auf Wirbelschwingen, Gedichte, 1979
- Anghel Dumbrăveanu: Gedichte, 1985

## Bewertung
Der Literaturkritiker Horst Fassel urteilte: „Schwarz zählte durch seine Mundartpublikationen zu den populärsten Schriftstellern im Banat. Seine vor 1970 entstandenen Prosatexte sind thematisch (Krieg, Aufbauarbeit) an den Vorgaben der Zensur ausgerichtet, mit gelegentlichen versteckten Hinweisen auf eine oppositionelle Haltung. Die Mundarttexte bearbeiten die seit Karl Zeh (1834–1902) im Banat üblichen Schwankstoffe und verdeutlichen lokale Eigenheiten unter anderem durch die Sprachmischung (rhein-fränkischen Dialekt, Umgangs- beziehungsweise österreichisch gefärbte Hochsprache).“